# Gōri-sei
Gōri-sei (jap. hiragana ごうりせい / きょうりせい, kanji 郷里制), upravni sustav u starom Japanu po ritsuryōu (hiragana りつりょう, kanji 律令). Njime je država podijeljena na sela (gō, hiragana ごう, kanji 郷) i mala mjesta (jap. ri, hiragana り, kanji 里). Reforma pred razdoblje Taika iz 645. dodala je ovim jedinicama one od provincije (jap. kuni, hiragana くに, kanji 国) i okruga (jap. gun, hiragana ぐん, kanji 郡), sa svakim novim selom koje je obuhvaćalo 50 kućanstava. Sustav je napušten 740. i vraćeno je na stari sustav (kuni, gun i gō).